# HoutBrox
HoutBrox is een Nederlandse winkelketen van modehuizen, opgericht in 1906 in de oude haven van Veghel als winkel in manufacturen en koloniale waren. De naam ‘Het Anker’, zoals de bedrijfsnaam luidde bij oprichting, werd in de jaren 30 veranderd in Hout-Brox, vernoemd naar oprichters Antoon van Hout en Lisa Brox. De winkelketen groeide uit tot een begrip in Nederland en werd door meerdere generaties van de familie Van Hout voortgezet. In 2016 werd HoutBrox overgenomen door het Limburgse bedrijf Berden Mode & Wonen.

## Geschiedenis
In 1906 begonnen Antoon van Hout en Lisa Brox samen de winkel Mantelmagazijn Het Anker in Veghel voor manufacturen en koloniale waren. In 1926 was Het Anker de eerste winkel in Veghel met een etalage. (Etalages waren in die tijd voornamelijk te vinden bij winkels in grote steden.)
In de jaren 1930 werd afscheid genomen van de koloniale waren en legde de winkel steeds meer het accent op de verkoop van textiel en stoffen. Hier begon ook de verkoop van kleding. Rond deze periode veranderde de naam van het bedrijf naar Hout-Brox. Het nieuwe concept richtte zich op dames en heren die houden van klasse, kwaliteit en persoonlijke stijl.
Het hoofdkantoor en distributiecentrum bevinden zich tegenwoordig in Schijndel (gemeente Meierijstad). In 2006 vierde HoutBrox het honderdjarig jubileum en ontving het bedrijf het predicaat ‘Bij Koninklijke Beschikking Hofleverancier’. Tot de moedermaatschappij Brova Fashion Group behoren, naast HoutBrox, ook de winkelformules Duthler en Purdey. In april 2016 verleende de rechtbank in Den Bosch surseance van betaling, Purdey was eerder die maand verkocht. Op 18 april werd door de rechtbank Oost-Brabant het faillissement uitgesproken voor HoutBrox, Duthler en moederbedrijf de Brova Fashion Group.

## Doorstart
Op 19 mei 2016 heeft HoutBrox een doorstart gemaakt onder leiding van het Limburgse familiebedrijf Berden Mode & Wonen. Bij deze doorstart bleven de warenhuizen in Uden en Veghel geopend. Deze winkels bleven ook in eigen beheer van de familie Van Hout. Ook Purdey kwam weer in handen van de oprichters van het damesmodebedrijf omdat de verkoop van de keten door de rechter werd teruggedraaid. Samen met de familie Berden, de familie Van Hout en een aantal Purdey leveranciers verwierven zij alle aandelen.